# Kaden Groves
Kaden Groves (* 23. Dezember 1998 in Gympie) ist ein australischer Radrennfahrer.

## Sportlicher Werdegang
Mit dem Wechsel in die U23 wurde Groves Mitglied im australischen St George Continental Cycling Team. Gleich im ersten Jahr gewann er eine Etappe bei der Tour of Fuzhou. Noch während der laufenden Saison 2018 wechselte er zum damaligen chinesischen UCI Continental Team Mitchelton–BikeExchange, mit dem er vier Etappensiege auf der UCI Asia Tour erzielte.
In der Saison 2019 wurde Groves zunächst Mitglied in der SEG Racing Academy. Nach insgesamt vier Etappensiegen bei kleineren Rundfahrten der UCI Europe Tour erhielt er noch in derselben Saison die Möglichkeit, als Stagiaire für das UCI WorldTeam Mitchelton-Scott zu fahren, bevor er zur Saison 2020 fest in das Team übernommen wurde.
Für sein neues Team war Groves gleich zu Beginn der Saison 2020 mit zwei Etappensiegen bei der Herald Sun Tour erfolgreich, 2021 gewann er mit dem Prolog der Slowakei-Rundfahrt erstmals ein Einzelzeitfahren. Bei der Katalonien-Rundfahrt 2022 konnte er den ersten Erfolg auf der UCI WorldTour seinem Palmarès hinzufügen, als er die zweite Etappe im Massensprint gewann. Seinen bis dahin größten Erfolg erzielte er mit dem Gewinn der elften Etappe der Vuelta a España 2022, bei der er sich erneut im Massensprint durchsetzen konnte.
Zur Saison 2023 wechselte Groves zum Team Alpecin-Deceuninck und gewann zwei Etappen der Katalonien-Rundfahrt und setzte sich bei der Volta Limburg Classic durch. Nach Platz 31 bei seinem ersten Antritt bei Paris–Roubaix startete er beim Giro d’Italia und gewann die 5. Etappe, ehe er das Rennen auf der 12. Etappe verließ. Bei der Vuelta a España 2023 gewann er drei Etappen und die Punktewertung.
Im Jahr 2024 bestritt er den Giro d’Italia und belegte zwei zweite und zwei dritte Etappenplatzierungen. In der Punktewertung musste er sich nur dem Italiener Jonathan Milan geschlagen geben. Nach Platz drei bei der Brussels Cycling Classic feierte er seinen ersten Saisonsieg bei der Vuelta a España, wo er den Massensprint der 2. Etappe für sich entschied. Im weiteren Verlauf der Rundfahrt konnte er auch die 14. und 17. Etappe im Massensprint für sich entscheiden. Zudem übernahm er nach dem Sturz von Wout van Aert auf der 15. Etappe die Führung in der Punktewertung und verteidigte diese bis zum Ende der Rundfahrt.

## Erfolge

### Straße

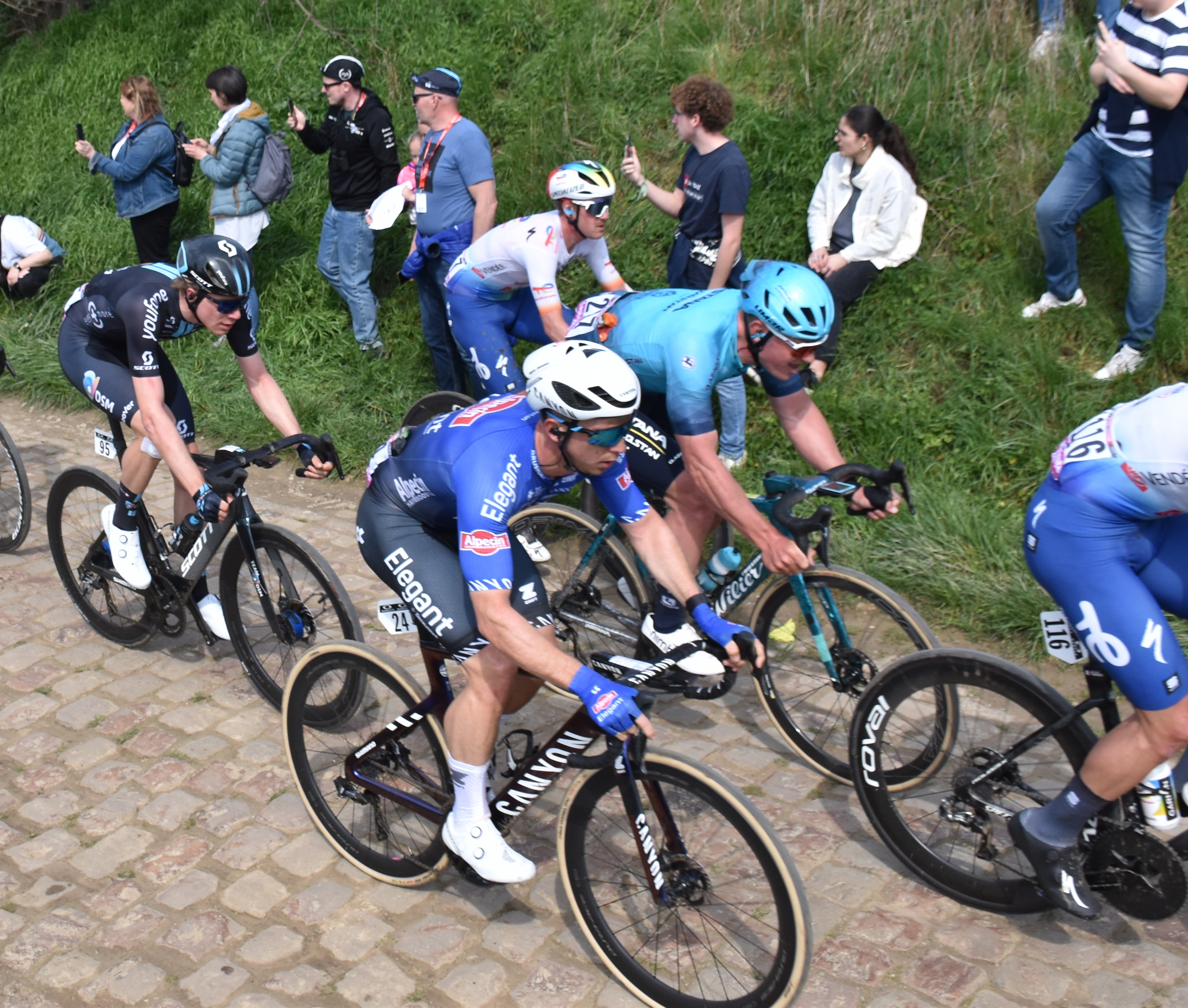
Kaden Groves (Paris–Roubaix 2023)

2016
- Australischer Meister – Straßenrennen (Junioren)

2017
- eine Etappe Tour of Fuzhou

2018
- eine Etappe Tour of Fuzhou
- eine Etappe Tour of Quanzhou Bay
- eine Etappe Tour of Qinghai Lake
- eine Etappe Tour of China II

2019
- zwei Etappen Triptyque des Monts et Châteaux
- zwei Etappen und Punktewertung Circuit des Ardennes
- eine Etappe Ronde de l’Isard

2020
- zwei Etappen Herald Sun Tour
- Mannschaftszeitfahren Czech Tour

2021
- Prolog Slowakei-Rundfahrt

2022
- eine Etappe und Punktewertung Katalonien-Rundfahrt
- eine Etappe Türkei-Rundfahrt
- Punktewertung Tour of Estonia
- eine Etappe Vuelta a España

2023
- zwei Etappen Katalonien-Rundfahrt
- Volta Limburg Classic
- eine Etappe Giro d’Italia
- drei Etappen und  Punktewertung Vuelta a España

2024
- drei Etappen und  Punktewertung Vuelta a España

2025
- eine Etappe Giro d’Italia
- eine Etappe Tour de France

### Bahn
2017
- Australischer Meister – Punktefahren

## Grand Tour-Platzierungen
| Grand Tour            | 2022 | 2023 | 2024 | 2025 |
| --------------------- | ---- | ---- | ---- | ---- |
| Giro d’ItaliaGiro     | –    | DNF  | 91   | 107  |
| Tour de FranceTour    | –    | −    | –    | 86   |
| Vuelta a EspañaVuelta | 113  | 122  | 100  |      |